# Gare de Ghlin
La gare de Ghlin est une gare ferroviaire belge de la ligne 96, de Bruxelles-Midi à Quévy (frontière), située à Ghlin section de la ville de Mons dans la province de Hainaut en région wallonne.
Elle est mise en service en 1866 par l'administration des chemins de fer de l'État belge. C'est une halte ferroviaire de la Société nationale des chemins de fer belges (SNCB) desservie par des trains Omnibus (L) et d'Heure de pointe (P).

## Situation ferroviaire
Établie à 49 m d'altitude, la gare de Ghlin est située au point kilométrique (PK) 54,6 de la ligne 96, de Bruxelles-Midi à Quévy (frontière), entre les gares d'Erbisœul et de Mons. Elle était l'aboutissement de la ligne industrielle 247, de Baudour à Ghlin (fermée en 1987).

## Histoire
La station de Ghlin est mise en service, le 4 janvier 1866, par l'administration des chemins de fer de l’État belge.
Le 17 septembre 1875, dans la salle d'attente de première classe de la gare de Mons, a lieu l'adjudication publique pour le démontage du premier bâtiment de la station de Neufvilles et sa reconstruction dans la station de Ghlin ; l'aspect de cette première construction dont le démontage et le remontage était estimé à 1 093 francs est méconnu. 
Fin juin 1890, à la station de Mons, on procède à l'adjudication pour le nouveau bâtiment des recettes, pour un montant estimé à 21 415,11 francs.
un bâtiment de gare plan type 1881 est construit à Ghlin à la fin du XIXe siècle.
Ce type de bâtiment, largement répandu, comprenait plusieurs variantes et celle de Ghlin possédait une aile de trois travées disposée à droite du corps central. Cette aile faisait office de salle d’attente pour les voyageurs tandis que le reste du bâtiment était surtout dévolu au personnel et au chef de gare.
Lors de la Première Guerre mondiale la gare est fermée du 10 janvier 1916 au 22 décembre 1917 et du 1er août au 1er octobre 1918
Elle devient un arrêt sans personnel en 1987. Cette même année est fermée la ligne industrielle 247, de Baudour à Ghlin.
En 2020, l’ancien bâtiment voyageurs est toujours présent. Les guichets sont désormais fermés et le bâtiment est abandonné.
Sa démolition est prévue dans l'inventaire des aménagements d'Infrabel vu son état de délabrement avancé.

## Service des voyageurs

### Accueil
Halte SNCB, c'est un point d'arrêt non géré (PANG) à accès libre.

### Desserte
Ghlin est desservie, uniquement en semaine, par des trains Omnibus (L) et d'Heure de pointe (P) de la SNCB, qui effectuent des missions sur la ligne commerciale 96 (voir brochure SNCB,).
Toutes les heures, des trains L Mons - Braine-le-Comte marquent l'arrêt à Ghlin.
En semaine, des trains supplémentaires (P) se rajoutent en heure de pointe et effectuent les trajets suivants :
- Mons - Ath (un train le matin, un autre l’après-midi) ;
- Grammont - Mons (le matin, retour l’après-midi) ;
- Ath - Tournai (deux l’après-midi).

Aucun train ne s’arrête à Ghlin les week-ends et jours fériés.

### Intermodalité
Un parking pour les véhicules y est aménagé.

## Comptage voyageurs
Le graphique et le tableau montrent le nombre de passagers qui en moyenne embarquent durant la semaine, le samedi et le dimanche.
| Nombre de voyageurs qui embarquent à la gare de Ghlin | Nombre de voyageurs qui embarquent à la gare de Ghlin | Nombre de voyageurs qui embarquent à la gare de Ghlin | Nombre de voyageurs qui embarquent à la gare de Ghlin |
|                                                       | Semaine                                               | Samedi                                                | Dimanche                                              |
| ----------------------------------------------------- | ----------------------------------------------------- | ----------------------------------------------------- | ----------------------------------------------------- |
| 1977                                                  | 113                                                   | 34                                                    | 18                                                    |
| 1978                                                  | 111                                                   | 20                                                    | 21                                                    |
| 1979                                                  | 114                                                   | 72                                                    | 42                                                    |
| 1980                                                  | 113                                                   | 39                                                    | 30                                                    |
| 1981                                                  | 83                                                    | 13                                                    | 19                                                    |
| 1982                                                  | 87                                                    | 17                                                    | 16                                                    |
| 1983                                                  | 104                                                   | 41                                                    | 15                                                    |
| 1984                                                  | 102                                                   | 12                                                    | 13                                                    |
| 1985                                                  | 83                                                    | 15                                                    | 14                                                    |
| 1986                                                  | 91                                                    | 5                                                     | 17                                                    |
| 1987                                                  | 59                                                    | 11                                                    | 11                                                    |
| 1988                                                  | 73                                                    | 14                                                    | 11                                                    |
| 1989                                                  | 72                                                    | 13                                                    | 9                                                     |
| 1990                                                  | 124                                                   | 17                                                    | 20                                                    |
| 1991                                                  | 54                                                    | 8                                                     | 6                                                     |
| 1992                                                  | 72                                                    | 19                                                    | 28                                                    |
| 1993                                                  | 56                                                    | 20                                                    | 18                                                    |
| 1994                                                  | 24                                                    | -                                                     | -                                                     |
| 1995                                                  | 25                                                    | -                                                     | -                                                     |
| 1996                                                  | 26                                                    | -                                                     | -                                                     |
| 1997                                                  | 24                                                    | -                                                     | -                                                     |
| 1998                                                  | 36                                                    | -                                                     | -                                                     |
| 1999                                                  | 29                                                    | -                                                     | -                                                     |
| 2000                                                  | 35                                                    | -                                                     | -                                                     |
| 2001                                                  | 26                                                    | -                                                     | -                                                     |
| 2002                                                  | 27                                                    | -                                                     | -                                                     |
| 2003                                                  | 18                                                    | -                                                     | -                                                     |
| 2004                                                  | 22                                                    | -                                                     | -                                                     |
| 2005                                                  | 29                                                    | -                                                     | -                                                     |
| 2006                                                  | 25                                                    | -                                                     | -                                                     |
| 2007                                                  | 30                                                    | -                                                     | -                                                     |
| 2008                                                  | -                                                     | -                                                     | -                                                     |
| 2009                                                  | 29                                                    | -                                                     | -                                                     |
| 2010                                                  | -                                                     | -                                                     | -                                                     |
| 2011                                                  | -                                                     | -                                                     | -                                                     |
| 2012                                                  | 42                                                    | -                                                     | -                                                     |
| 2013                                                  | 41                                                    | -                                                     | -                                                     |
| 2014                                                  | 25                                                    | -                                                     | -                                                     |
| 2015                                                  | 34                                                    | -                                                     | -                                                     |
| 2016                                                  | 52                                                    | -                                                     | -                                                     |
| 2017                                                  | 54                                                    | -                                                     | -                                                     |
| 2018                                                  | 30                                                    | -                                                     | -                                                     |
| 2019                                                  | 56                                                    | -                                                     | -                                                     |
| 2020                                                  | 30                                                    | -                                                     | -                                                     |
| 2021                                                  | -                                                     | -                                                     | -                                                     |
| 2022                                                  | 86                                                    | -                                                     | -                                                     |
| 2023                                                  | 80                                                    | -                                                     | -                                                     |
| 2024                                                  | 102                                                   | -                                                     | -                                                     |

## Galerie de photographies

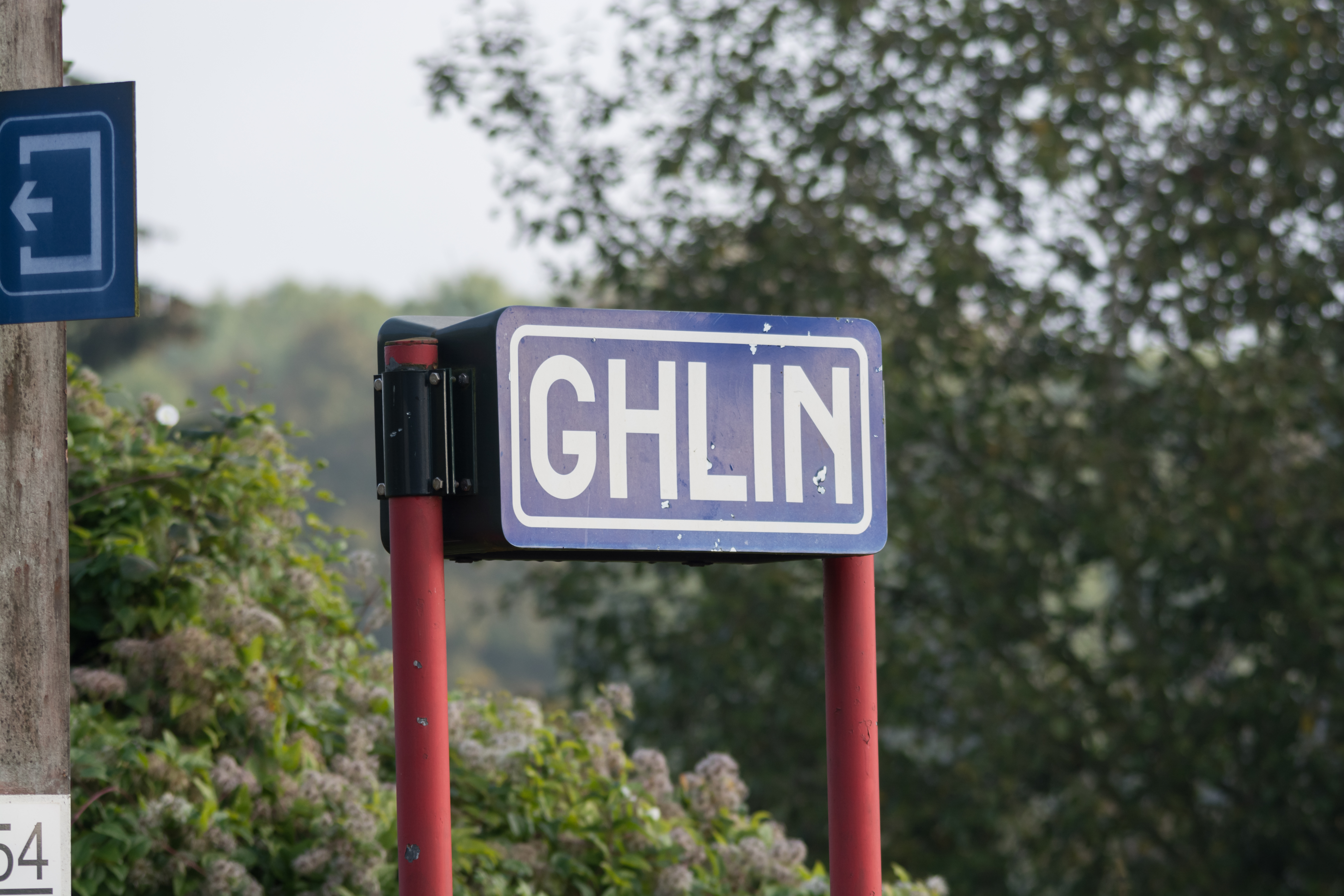
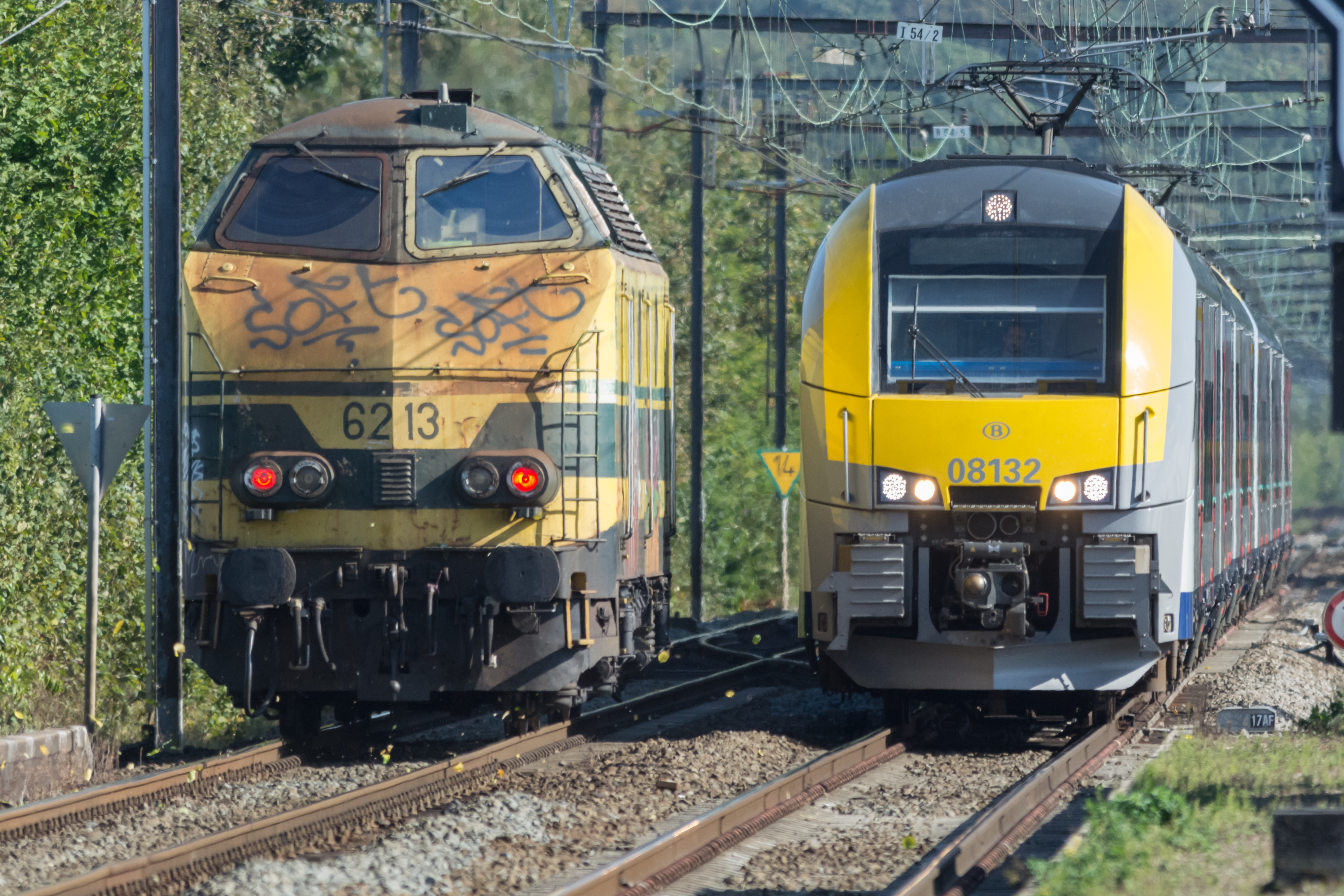